# Livre de Concorde
Ne doit pas être confondu avec Formule de Concorde.
Le Livre de Concorde (allemand : Konkordienbuch) est la base doctrinale de l'Église luthérienne, composée de dix documents confessionnels. Ces derniers font autorité dans le luthéranisme depuis le XVIe siècle. Ils sont également reconnus par l'Église évangélique luthérienne.
Il est publié en allemand en 1580, en latin en 1584, après la mort de Martin Luther (1483-1546).